# Relations entre le Bangladesh et la Bulgarie
Les relations entre le Bangladesh et la Bulgarie sont les relations bilatérales de la république populaire du Bangladesh et de la république de Bulgarie. Les relations entre les deux pays ont été considérées comme cordiales, les deux nations se montrant disposées à les renforcer encore. La Bulgarie a également été l'un des rares pays à reconnaître le Bangladesh peu après son indépendance en 1971,,.

## Coopération
Le Bangladesh ne possède pas d'ambassadeur résident en Bulgarie, l'ambassade à Ankara, en Turquie, remplissant cette fonction. La situation est la même pour la Bulgarie, mais celle-ci a un consulat à Dacca, la capitale du Bangladesh.
L'agriculture, la technologie et les activités culturelles sont autant de pistes potentielles pour faire progresser la coopération bilatérale entre les deux pays. En 2014, le Bangladesh et la Bulgarie ont signé un protocole d'accord sur la consultation du Ministère des Affaires étrangères afin d'organiser des consultations régulières entre les gouvernements des deux pays dans les domaines de la coopération mutuelle. L'ambassadeur de Bulgarie a déclaré que l'accord ouvrirait une nouvelle perspective dans la redynamisation des relations entre le Bangladesh et la Bulgarie, qui ont atteint leur apogée dans la période post-indépendance du Bangladesh, mais se sont dégradées après l'assassinat du Sheikh Mujibur Rahman en 1975.
Le Bangladesh et la Bulgarie ont montré un intérêt mutuel à développer les activités économiques bilatérales entre les deux régions et ont travaillé dans ce sens. Les vêtements confectionnés par le Bangladesh, les produits en cuir et en jute, la céramique et les produits pharmaceutiques ont été identifiés comme ayant un énorme potentiel sur le marché bulgare. En outre, les vêtements confectionnés, le textile, l'énergie, le pétrole, le cuir, la céramique, les produits pharmaceutiques et les industries de transformation des produits agricoles ont été identifiés comme des secteurs potentiels dans lesquels les entrepreneurs bulgares pourraient investir.